# Dalbir Singh Gill
Dalbir Singh Gill (nascido em 25 de novembro de 1936) é um ex-ciclista olímpico indiano. Gil representou sua nação em três eventos nos Jogos Olímpicos de Verão de 1964, em Tóquio.